# Netvibes
Netvibes (gelanceerd op 15 september 2005) is een webapplicatie van Franse komaf die het mogelijk maakt een persoonlijke startpagina te creëren. 
De site maakt gebruik van AJAX om modules te plaatsen, in te laden en te rangschikken. Naast een verzameling van zeer diverse modules is het ook mogelijk Netvibes te gebruiken als online RSS lezer en kunnen verschillende tabs aangemaakt worden.
Netvibes is inmiddels, door hulp van vrijwillige vertalers, in meer dan 50 talen beschikbaar.